# 青木玉
青木 玉（あおき たま、1929年11月30日 - ）は、日本の随筆家である。幸田露伴の孫、幸田文の一人娘。
東京出身。東京女子大学国語科卒業。1994年「小石川の家」で芸術選奨文部大臣賞受賞。
 
娘の青木奈緒もエッセイスト。

## 略歴
1929年11月30日、父三橋幾之助、母幸田文の一人娘として、東京市芝区伊皿子（現東京都港区）に生まれる。生後八ヶ月で腸重積で手術を受けるなど、幼少の頃は病気がちであった。
1936年、永田町小学校（現麹町小学校）入学。この年、築地で会員制小売り酒屋を開店。三橋本店が倒産。
1937年、京橋に引っ越して小売り酒屋を開く。このとき既に幾之助は結核にかかっており、実際には文が店を切り回していた。翌年、幾之助は肺壊疽のため手術を受け回復するも、文と玉は幸田露伴の家に戻り、協議離婚した。
1943年、三輪田高等女学校入学。
1944年、立川飛行機製作所に動員される。
1945年、露伴、文とともに露伴の再婚相手であった八代（やよ）の別居先の長野県に疎開。その後、露伴を伊東に移し、文と玉は土橋利彦宅へ一時留まったのち、千葉県市川市菅野に家を借りて移り住んだ。（翌年、露伴を菅野の家に移した）
1946年、東京女子大学入学。
1947年、東京大空襲のため焼失した小石川蝸牛庵跡に家を建て、移り住む。
1959年、結核予防会結核研究所の医師、青木正和と結婚。
1961年10月12日、尚が生まれる。12月に小石川蝸牛庵の近所に家を建て引っ越す。
1963年4月14日、奈緒が生まれる。
1990年10月31日、文が心不全のため死去。
以降、幸田文の未刊行作品の編纂、岩波書店版『幸田文全集』の編集委員等をつとめる。
1994年、『幸田文全集』の出版に合わせ、小石川蝸牛庵に引っ越した後の様子を綴った自伝的随筆『小石川の家』を発表し、文筆活動も開始した（なお『小石川の家』は1995年に芸術選奨文部大臣賞を受賞した）。

## 著書
- 『小石川の家』 講談社、1994　のち講談社文庫、1998年、ISBN 4062637464
- 『幸田文の箪笥の引き出し』 新潮社、1995　のち新潮文庫、1995年、ISBN 4101216215
- 『帰りたかった家』 講談社、1997　のち講談社文庫、2000年、ISBN 4062647923
- 『なんでもない話』 講談社　1997　のち講談社文庫、2000年、ISBN 4062649829
- 『祖父のこと母のこと 青木玉対談集』 小沢書店 1997.11 のち改題し『記憶の中の幸田一族』 講談社文庫、2009年、ISBN 9784062763516
- 『手もちの時間』 講談社　1999　のち講談社文庫、2002年、ISBN 4062735989
- 『こぼれ種』 新潮社　2000　のち新潮文庫、2003年、ISBN 4101216223
- 『上り坂下り坂』 講談社　2001　のち講談社文庫、2005年、ISBN 4062749785
- 『底のない袋』 講談社　2004　のち講談社文庫、2007年、ISBN 9784062756044
- 『着物あとさき』 写真：野中昭夫　新潮社　2006　のち新潮文庫、2006年、ISBN 9784101216232

## 編著・共著
- 『幸田文 しつけ帖』平凡社、2009
- 『幸田文 台所帖』平凡社、2009
- 『幸田文 きもの帖』平凡社、2009
- 『幸田文 季節の手帖』平凡社、2010
- 『幸田文 旅の手帖』平凡社、2010
- 『幸田文 どうぶつ帖』平凡社、2010

※幸田文の遺稿の編纂刊行
- 「木」、「崩れ」、「季節のかたみ」、「きもの」ほか
  - 『幸田文全集 全23巻・別巻1』 岩波書店、1994-1997・2003年、編集委員の一人。
- 『ひとりの生き方 ふたりの生き方』講談社、上坂冬子との対談 1999.8
- 『きもの暮らし 着こなしの知恵と楽しみ』PHP研究所、2000　京都「染司よしおか」当主の吉岡幸雄との対談

## 映像化
- 『小石川の家』 1996年1月1日、テレビ東京にて単発ドラマ（2時間30分）として放送。
  - 『小石川の家』（青木玉）、『父』『みそっかす』（幸田文）のエピソードをアレンジし、昭和13年から昭和20年ごろにかけての露伴、娘文、孫玉の日常を綴る[7]。
  - 配役
    - 幸田露伴 - 森繁久彌、文 - 田中裕子、玉 - 田畑智子

  - スタッフ
    - 脚本 - 筒井ともみ、演出 - 久世光彦

  - 受賞歴
    - 1996年日本民間放送連盟賞最優秀賞[8]
    - 第14回向田邦子賞受賞 - 筒井ともみ[9]